# Citoarquitectura de la corteza cerebral

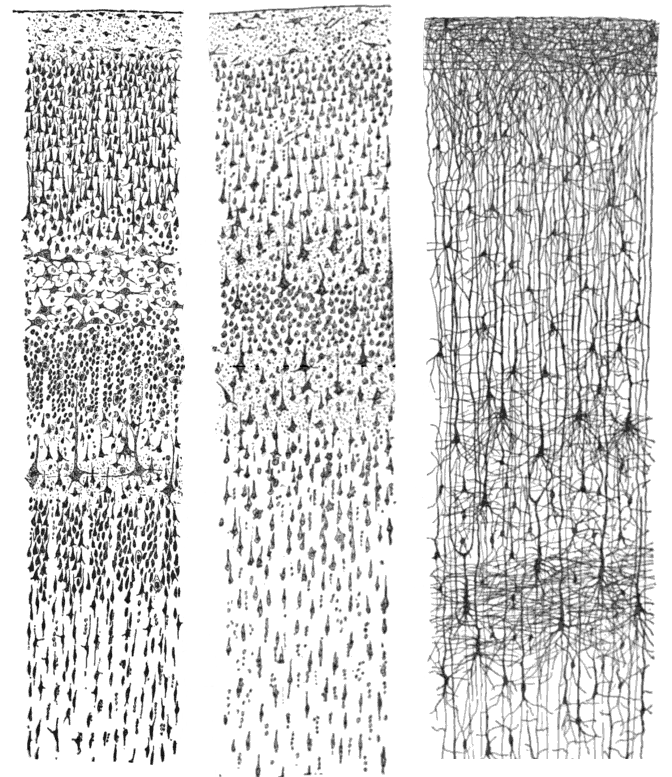
Citoarquitectura de la corteza humana: columna izquierda: corteza Visual,
columna central: corteza Motora.
Ramón y Cajal año 1899

La citoarquitectura de la corteza cerebral es el estudio de la disposición y  estructura de los cuerpos neuronales dentro de la sustancia gris (corteza) del cerebro.

La citoarquitectura ha permitido durante cien años, caracterizar la citología variable y los límites, de áreas corticales específicas. 

Los datos son obtenidos por métodos invasivos (histología, electrocorticografía) y mediante métodos funcionales (Electroencefalografía (EEG), Resonancia magnética nuclear (RMN),  Tomografía por emisión de positrones (PET), o Estimulación magnética transcraneana (TMS)) no invasivos.

## Citología
En la corteza cerebral de los primates coexisten dos grandes grupos de neuronas: interneuronas y neuronas piramidales de proyección a larga distancia. Esta diversidad celular en la citoarquitectura, sirvió a los neuro-anatomistas para dividir la corteza en seis capas horizontales, contadas desde la superficie hasta su continuación con la sustancia blanca.

## Historia
En la investigación de la arquitectura, el primer enfoque fue anatomo-clínico, se correlacionaron los síndromes clínicos neurológicos deficitarios, con la topografía de las áreas anatómicas lesionadas.

La práctica de la citoarquitectura, implementada por la escuela de Carl Wernicke en 1880, se basaba en utilizar las distintas estructuras y organizaciones celulares en capas para definir regiones en la corteza.

En 1899 Santiago Ramón y Cajal, publicó "Comparative study of the sensory areas of the human cortex", donde describe la citoarquitectura de V1, S1, M1. Empleando el método de tinción Golgi, realizó una descripción completa de la organización intrínseca de la corteza cerebral del hombre y vertebrados, mostrando la estructura y conexiones de los distintos
tipos neuronales. 

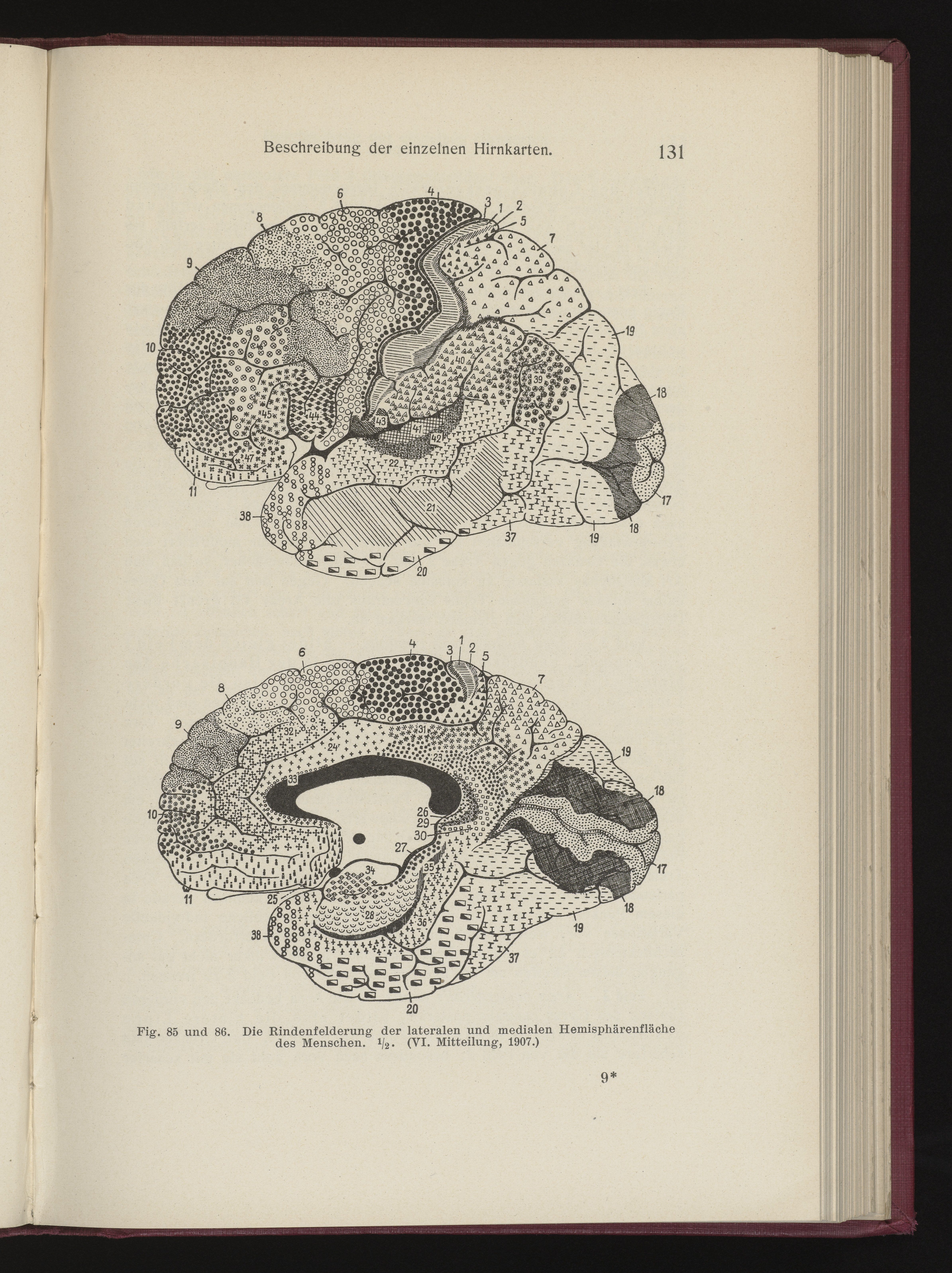
Mapa de Brodmann, en su libro de 1909.

En 1909 Korbinian Brodmann publicó: Estudios comparativos de localización en la corteza cerebral, sus Fundamentos representados en la base de su arquitectura celular, que trata sobre la localización de las distintas áreas cerebrales, de acuerdo a su estructura citoarquitectónicas.

En 1919 Cécile Mugnier y Oskar Vogt  estudiaron además la corteza de los primates de laboratorio. En  animales la microestructura se pudo correlacionar directamente con la función, a continuación de  experimentos funcionales de estimulación eléctrica directa, los cerebros eran seccionados, teñidos y observados al microsopio.

Esto permitió la delineación de áreas corticales funcionales, caracterizadas por un patrón cito o mielo-arquitectónico uniforme, y la definición de sus bordes donde cambia el patrón.

Homúnculo motor.

En 1949 Wilder Penfield descubrió que la estimulación eléctrica directa de la antigua área 4 de Brodmann en pacientes epilépticos, provocaba una rápida contracción de determinados músculos. Además, parecía existir un "mapa motor"  del cuerpo humano a lo largo de la superficie de la circunvolución. Hoy día, esta área se conoce como corteza motora primaria (M1).
La división en áreas cada vez más definidas también podría ser utilizada para lograr una  gran precisión en la cirugía del cerebro.

El desarrollo de un mapa, preciso y de alta resolución, de la arquitectura microscópica (micro-arquitectura), de la conectividad y de la función del cerebro humano, ha sido un objetivo difícil de alcanzar por la neurociencia, debido a los problemas técnicos que implica.

## Métodos de estudio

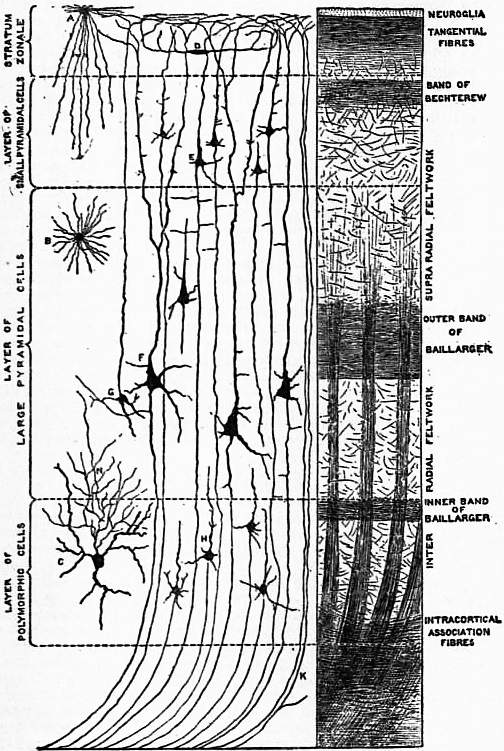
Cito-arquitectura. La columna de la derecha muestra la mielo-arquitectura de la corteza como se ve en un corte histológico con método de Golgi. Arriba está la superficie cerebral. (1911).

Algunas de las técnicas que permiten revelar la manera como los cuerpos de las neuronas se disponen formando capas (cito-arquitectura), son las tinciones histológicas, la autoradiografia del receptor, la inmunohistoquímica, la hibridación in situ y los estudios funcionales corticales.
El estudio de la parcelización de las fibras nerviosas (principalmente axones) en capas es el objeto de estudio de la mieloarquitectura (Gr. μυελός=mielos, médula + αρχιτεκτονική=arquitectura, una metodología complementaria a la citoarquitectura.

### Técnica de coloración de Nissl
La técnica de coloración de Nissl es utilizada para determinar la citoarquitectura, utilizando tinción con (azul de toluidina), violeta de cresilo, tionina o rojo neutro. Estas tintas dan color a los ácidos nucleicos presentes en los "cuerpos de Nissl" (el actual retículo endoplasmático rugoso) y en los núcleos de las neuronas, revelando así patrones específicos de la citoarquitectura del cerebro. La citoarquitectura de Nissl sigue proveyendo hoy, un punto inicial o de referencia confiable para los estudios neurocientíficos.

La tinción argéntica de Golgi y sus derivadas, se utiliza porque tiñe un número limitado de neuronas en su totalidad y al azar. Se utiliza para revelar detalles extremadamente finos.

### Inmunohistoquímica

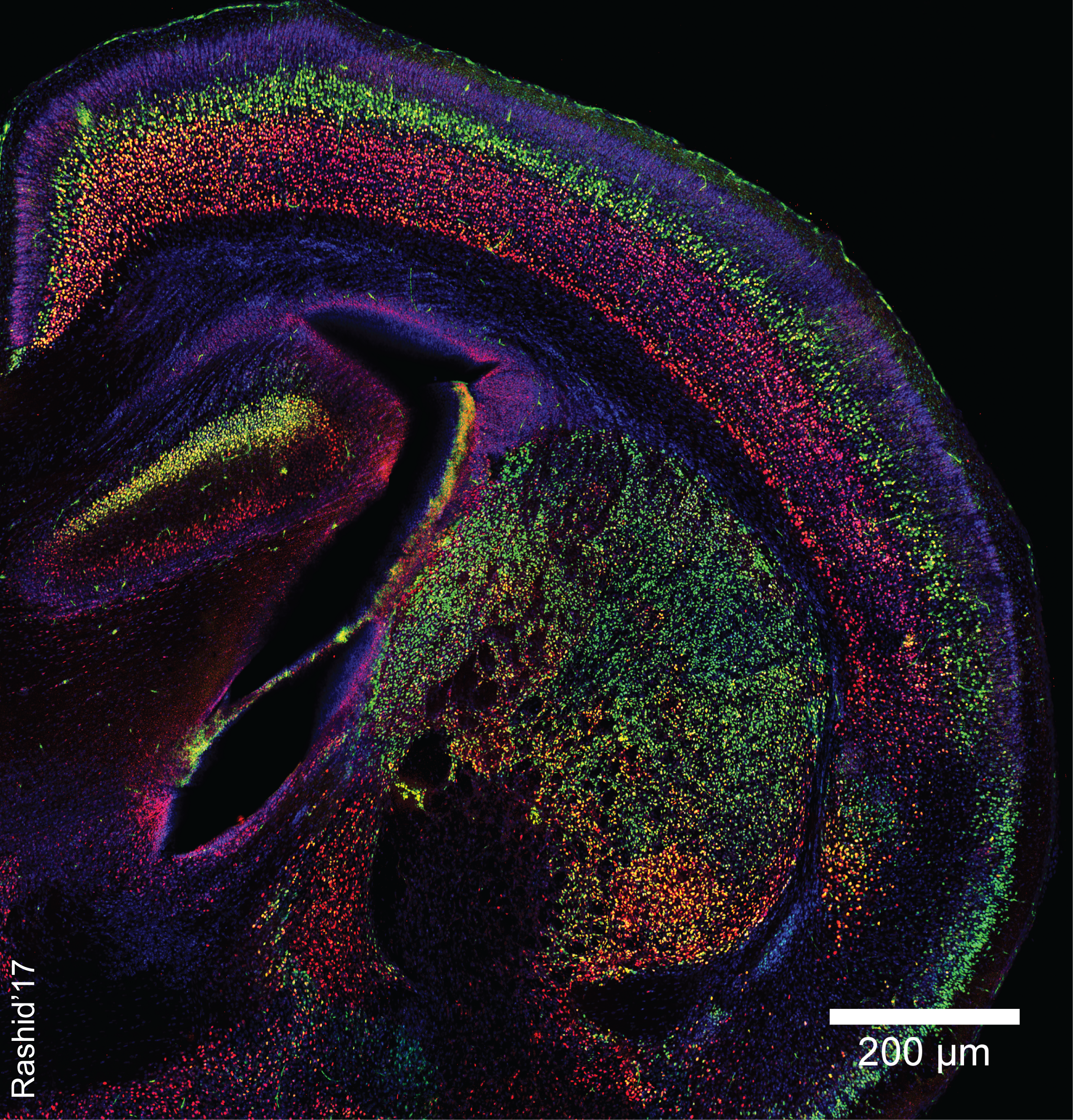
Inmuno-histoquímica demostrando en color, las diversas capas. La Corteza se ve como semicírculo en la extrema derecha, con 200 μm de diámetro. Corteza de ratón. Microscopio confocal.

La inmunohistoquímica permite marcar un antígeno específico, dentro de la corteza cerebral. Habitualmente el antígeno es una proteína que se localiza solamente en un tipo de neurona de una capa dada de la corteza, para así poder determinar su ubicación en relación con todas las otras células.
La hibridación in situ, permite marcar un gen o su proteína codificada, que se encuentra solamente en un tipo de célula, dentro de una de las seis capas de la corteza.

### Autorradiografía de receptores transmisores
Esta técnica marca, con un elemento radiactivo, el lugar donde se localiza un receptor. Tiene una alta resolución espacial, lo que permite la ubicación anatómica del receptor de acetilcolina, noradrenalina, glutamato o GABA. 

En 2002 esta técnica reveló subregiones relevantes funcionalmente, dentro de muchas de las áreas corticales consideradas como homogéneas por Brodmann.
Las áreas de función similar muestran una huella digital de receptor similar y difieren de aquellas con otras propiedades. Los patrones de distribución de receptores, reflejan una estructura organizacional correlacionada estrictamente con la arquitectura y las funciones de la corteza humana.

### Resonancia magnética 7T
La resonancia magnética 7-T tiene capacidad de resolución de la mieloarquitectura cortical local y por tanto para representar los límites de las áreas corticales.

## Estructura

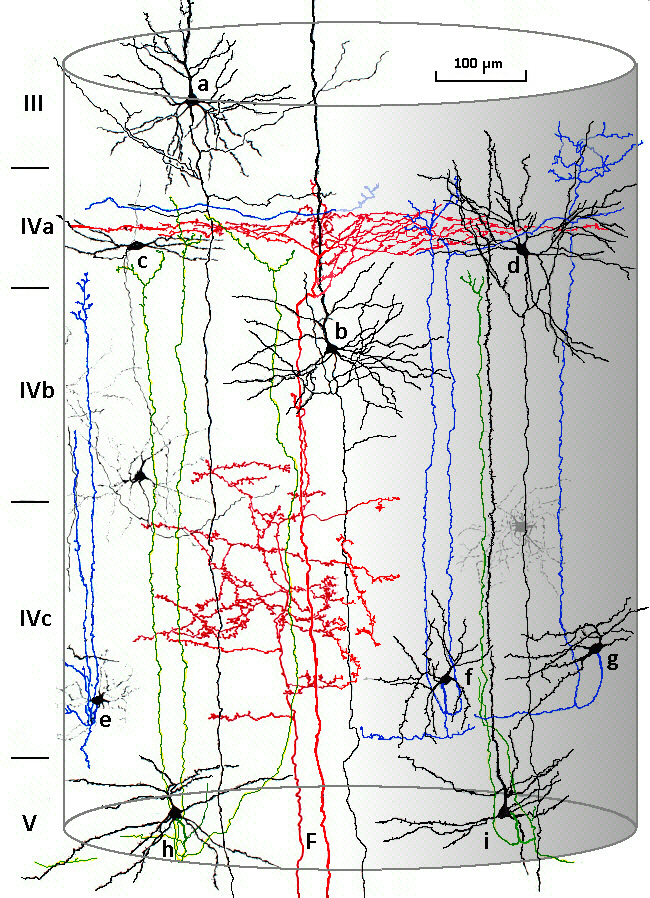
Capas de la corteza visual del mono. Representación de una columna cortical. Células piramidales a, b. Células estrelladas con espinas c, d. Células estrelladas de axón recurrente e, f, g. Células piramidales de axón recurrente h, i. Fibras sensoriales aferentes en rojo F. Teñido con método de Golgi.

La corteza cerebral de mamíferos está organizada en seis capas, denominadas con números romanos del I al VI desde la superficie a la profundidad. Estas capas están formadas por varios tipos de neuronas que poseen diferentes propiedades locales y de conectividad hacia otras estructuras del sistema nervioso.

Las seis capas del neocórtex, descritas por  Brodmann en el laboratorio de Oskar Vogt en 1909 son:
- capa I o plexiforme externa, en contacto con la piamadre,
- capas II y III o de células piramidales pequeñas y medianas, la capa II es conocida como capa granular externa, por su reducido tamaño,
- capa IV o capa granular interna,
- capa V o de las grandes células piramidales,
- capa VI o capa de células fusiformes en contacto con la sustancia blanca.[13]

Capa I
es la capa molecular y contiene pocas neuronas dispersas, incluidas las neuronas de "rosa mosqueta" GABAérgicas.  La capa 1 consiste en gran parte en extensiones de mechones dendríticos apicales de neuronas piramidales y axones orientados horizontalmente, así como células gliales. Durante el desarrollo, están presentes en esta capa las neuronas de Cajal-Retzius  y las células de la capa granular subpial. También, algunas células estrelladas espinosas se pueden encontrar aquí. Se piensa que las entradas a los mechones apicales son cruciales para las interacciones de retroalimentación en la corteza cerebral involucrada en el aprendizaje y la atención asociativos. La entrada a la capa I a través del manto de la corteza cerebral,  recibe una entrada sustancial de la matriz o de las células de tálamo tipo M (en contraste con el núcleo o células tipo C que van a la capa IV).
Capa II
es la capa granular externa, contiene pequeñas neuronas piramidales y numerosas neuronas estrelladas.
Capa III

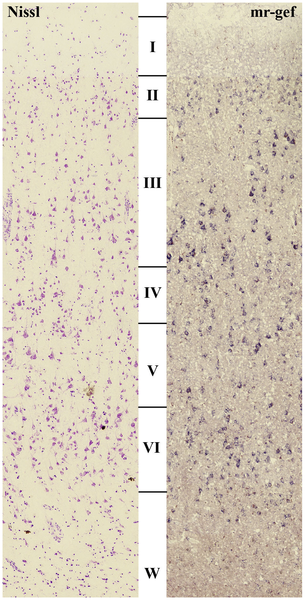
Citoarquitectura del Neocórtex visual:
al centro numeración de las capas uno(I) a seis(VI)
Columna izquierda: somas de neuronas marcados por la tinción de Nissl en violeta. W= sustancia blanca.

es la capa piramidal externa, contiene neuronas piramidales predominantemente pequeñas y medianas, así como neuronas no piramidales con axones intracorticales orientados verticalmente. Las capas I a III son el objetivo principal de los aferentes corticocorticales interhemisféricos, y la capa III es la principal fuente de eferentes corticocorticales.
Capa IV
es la capa granular interna, contiene diferentes tipos de células estrelladas y piramidales, y es el objetivo principal de los aferentes tálamo corticales de las neuronas del tálamo tipo C, así como aferentes corticocorticales intra-hemisféricos. Las capas superiores a la capa IV también se conocen como capas supragranulares (capas I-III), mientras que las capas inferiores se denominan capas infragranulares (capas V y VI).

Capa V
es la capa piramidal interna, contiene grandes neuronas piramidales que dan lugar a axones que abandonan el córtex y corren hacia estructuras subcorticales (como los ganglios basales). En la corteza motora primaria del lóbulo frontal, la capa V contiene células piramidales gigantes llamadas célula de Betz, cuyos axones viajan a través de la cápsula interna , el tallo cerebral y la médula espinal que forman el tracto corticoespinal, que es la vía principal para el control motor voluntario.
Capa VI
es la capa polimórfica o multiforme, contiene pocas neuronas piramidales grandes y muchas neuronas piramidales y multiformes pequeñas con forma de huso; la capa VI envía fibras eferentes al tálamo, estableciendo una interconexión recíproca muy precisa entre la corteza y el tálamo. Es decir, las neuronas de la capa VI de una sola columna cortical se conecta con las neuronas del tálamo que proporcionan información a la misma columna cortical. Estas conexiones son tanto excitatorias como inhibitorias. Las neuronas envían fibras excitadoras a las neuronas en el tálamo y también envían colaterales al núcleo reticular talámico que inhibe estas mismas neuronas del tálamo o las adyacentes a ellas.

## Áreas corticales
La citoarquitectura variable, dentro de las diferentes zonas de la corteza, determinó su división en áreas corticales. 
La definición histológica de "área cortical" 
cerebral, se  caracteriza por dos elementos: un patrón cito-arquitectónico uniforme, y por la definición de sus bordes en el lugar donde el patrón cambia.

Según su importancia las áreas se clasificaron en primarias y secundarias. La forma más confiable de determinar la ubicación de un área primaria en un cerebro, ha sido el análisis cito-arquitectónico del área de tejido extraído, fijado y teñido.
Sin embargo los estudios funcionales, posibles desde fines del siglo XX, pe rmiten mostrar en el individuo vivo e intacto, las áreas primarias de la corteza cerebral en acción.

### Corteza auditiva
En el humano la cito-arquitectura de la corteza auditiva primaria (A1), muestra la típica koniocorteza sensorial. Presenta las capas II y IV densas y uniformes. La capa IV o granular interna está bien desarrollada, por las aferencias del cuerpo geniculado medial del tálamo. La capa III presenta células piramidales pequeñas y medianas, con un patrón de agrupación radial corto en columnas.

### Corteza motora
Se encuentra en la parte posterior del lóbulo frontal.
En el humano la corteza motora (M1), tiene una doble estructuración. Horizontalmente, está organizada en seis capas, 
predominan las capas I, III y V formadas por los cuerpos celulares de las neuronas motoras. La capa piramidal interna capa V, contiene las células de Betz las más grandes del cerebro (su soma puede superar los 100 micrómetros de diámetro).
Verticalmente, forma columnas de axones que estimulan la activación de determinados músculos o grupos musculares.

### Corteza visual
La corteza visual humana ubicada en el lóbulo occipital, incluye áreas corticales estriadas V1 (primaria) y extra-estriadas: V2, V3, V4, y V5 

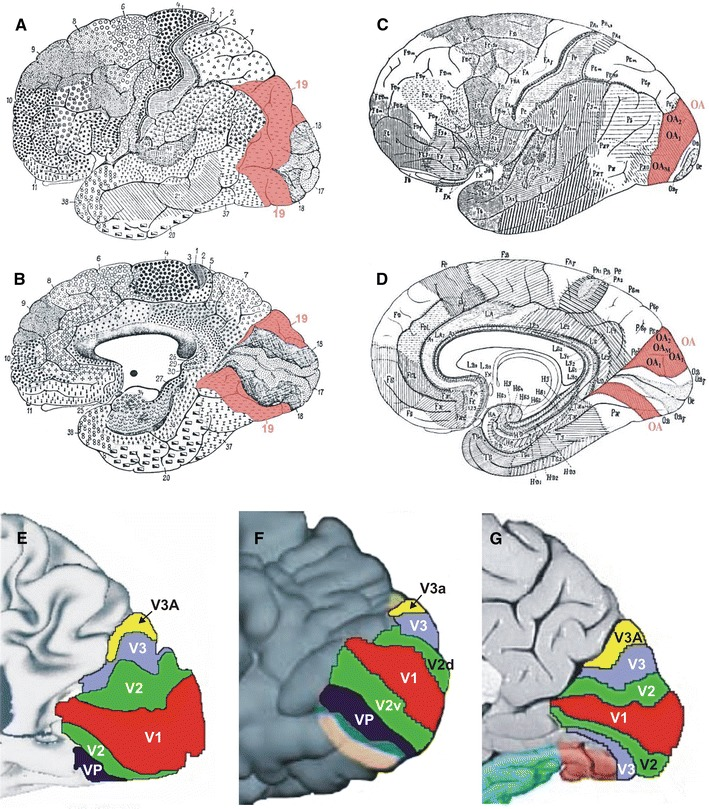
Mapas de citoarquitectura de la corteza visual
Mapas de Brodmann (1909) en a y b.
Mapas de von Economo (1925) en c y d

La cito-arquitectura de la corteza visual primaria V1, muestra una corteza granular (koniocorteza) de tipo sensorial, localizada dentro y alrededor de la cisura calcarina. Se corresponde aproximadamente con la antigua área de Brodmann 17 (BA 17).

En las áreas visuales primarias, las neuronas tienen una sintonía simple, una neurona en V1 puede disparar cualquier estímulo vertical en su campo receptivo.